# Supercoppa UEFA 2007
La Supercoppa UEFA 2007 è stata la trentaduesima edizione della Supercoppa UEFA.
Si è svolta il 31 agosto 2007 allo stadio Louis II di Monaco, dove si sono affrontate la squadra vincitrice della Champions League 2006-2007, ovvero gli italiani del Milan, e la squadra vincitrice della Coppa UEFA 2006-2007, ossia gli spagnoli del Siviglia.
La gara è stata segnata da numerosi omaggi in memoria di Antonio Puerta, difensore del Siviglia morto nei giorni precedenti. Per ricordarlo tutti i giocatori di entrambe le squadre hanno indossato una maglia che, sotto il proprio numero, riportava il suo nome. Il minuto di silenzio fu davvero tale, e in tribuna vi erano numerosi striscioni dedicati al difensore, uno di questi, recante la scritta "Onore a Puerta", fu portato con il permesso UEFA da due tifosi rossoneri sotto la curva dei tifosi del Siviglia, che hanno ringraziato con il coro "Milan, Milan".
A conquistare il titolo è stato il Milan che ha battuto per 3-1 il Siviglia con i gol di Inzaghi, Jankulovski e Kaká dopo il gol iniziale di Renato. Essendo arrivato il quinto successo, sempre come vincitrice della Champions, la squadra ora mantiene in bacheca il trofeo originale, rinnovato da un anno nelle dimensioni.
A fine gara la squadra rossonera, sempre per onorare Puerta, si è limitata al ritiro della coppa, alle foto di rito, e al saluto alle tifoserie.

## Partecipanti
| Squadre  | Qualificazione                                   | Partecipazioni precedenti (il grassetto indica la vittoria) |
| -------- | ------------------------------------------------ | ----------------------------------------------------------- |
| Milan    | Vincitrice della UEFA Champions League 2006-2007 | 6 (1973, 1989, 1990, 1993, 1994, 2003)                      |
| Siviglia | Vincitrice della Coppa UEFA 2006-2007            | 1 (2006)                                                    |

## Tabellino
| Arbitro: | Konrad Plautz |

|                                      |           |            |
| Inzaghi 54’ Jankulovski 61’ Kaká 86’ | Marcatori | 13’ Renato |

| Milan | Siviglia |

### Formazioni
| Milan (4-3-2-1) |    |                    |    |     |
|                 |    |                    |    |     |
| P               | 1  | Dida               |    |     |
| D               | 44 | Massimo Oddo       |    |     |
| D               | 4  | K'akhaber K'aladze |    |     |
| D               | 13 | Alessandro Nesta   |    |     |
| D               | 18 | Marek Jankulovski  |    |     |
| C               | 23 | Massimo Ambrosini  |    |     |
| C               | 8  | Gennaro Gattuso    | 7’ | 73’ |
| C               | 21 | Andrea Pirlo       |    |     |
| C               | 10 | Clarence Seedorf   |    | 89’ |
| C               | 22 | Kaká               |    |     |
| A               | 9  | Filippo Inzaghi    |    | 88’ |
| A disposizione: |    |                    |    |     |
| P               | 16 | Željko Kalac       |    |     |
| D               | 2  | Cafu               |    |     |
| D               | 19 | Giuseppe Favalli   |    |     |
| D               | 25 | Daniele Bonera     |    |     |
| C               | 5  | Emerson            |    | 73’ |
| C               | 32 | Cristian Brocchi   |    | 89’ |
| A               | 11 | Alberto Gilardino  |    | 88’ |
| Allenatore:     |    |                    |    |     |
| Carlo Ancelotti |    |                    |    |     |

| Siviglia (4-4-1-1) |    |                    |     |     |
|                    |    |                    |     |     |
| P                  | 1  | Andrés Palop       |     |     |
| D                  | 4  | Dani Alves         |     |     |
| D                  | 8  | Christian Poulsen  | 70’ |     |
| D                  | 14 | Julien Escudé      |     | 83’ |
| D                  | 3  | Ivica Dragutinović |     |     |
| C                  | 7  | Jesús Navas        |     |     |
| C                  | 18 | José Luis Martí    |     | 65’ |
| C                  | 21 | Seydou Keita       |     |     |
| C                  | 25 | Duda               | 68’ | 74’ |
| C                  | 11 | Renato             |     |     |
| A                  | 12 | Frédéric Kanouté   |     |     |
| A disposizione:    |    |                    |     |     |
| P                  | 13 | Morgan De Sanctis  |     |     |
| D                  | 15 | Aquivaldo Mosquera |     |     |
| C                  | 17 | Diego Capel        |     |     |
| C                  | 25 | Enzo Maresca       |     | 74’ |
| A                  | 9  | Aleksandr Keržakov |     | 65’ |
| A                  | 10 | Luís Fabiano       |     |     |
| Allenatore:        |    |                    |     |     |
| Juande Ramos       |    |                    |     |     |